# Tasto Menu

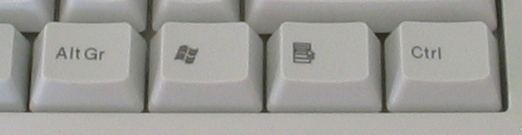
Il tasto Menu, tra il tasto "Windows" ed il tasto Ctrl.

Il tasto Menu, o tasto Menu contestuale, è un tasto presente sulle tastiere per computer dei sistemi PC IBM/Windows. 
Fu introdotto sulle tastiere per PC insieme al tasto "Windows" per sopperire all'eventuale mancanza di un mouse. Una combinazione alternativa di tasti per richiamare il menu contestuale è ⇧ Maiusc+F10.

## Disposizione  sulla tastiera
Si trova di solito posizionato sulla parte destra della tastiera, fra i tasti ⊞ Win e Ctrl oppure fra i tasti Alt Gr e Ctrl (questa disposizione è generalmente adottata sui portatili dove, per ridurre l'occupazione di spazio, il tasto "Windows" destro non è incluso).

## Funzione

Simbolo del tasto Menu.

La funzione principale del tasto "Menu" è quella di aprire un menu contestuale usando la tastiera invece che il solito pulsante destro del mouse. Il simbolo grafico che identifica il tasto è un piccolo puntatore che scorre sopra un menu a tendina.